# Лайвес
Лайвес (італ. Laives, нім. Leifers Лайферс) — муніципалітет в Італії, у регіоні Трентіно-Альто-Адідже, провінція Больцано.
Лайвес розташований на відстані близько 520 км на північ від Рима, 45 км на північний схід від Тренто, 9 км на південь від Больцано.
Населення — 17 606 осіб (2014).

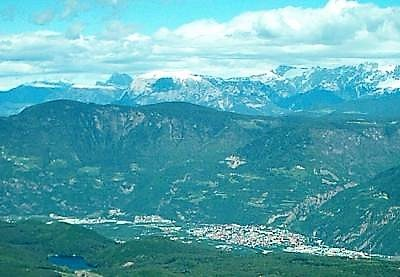

Щорічний фестиваль відбувається 17 січня. Покровитель — Sant'Antonio Abate.

## Демографія
Населення за роками:

Станом на 1 січня 2023 року в муніципалітеті офіційно проживав 1681 іноземець з 71 країни, серед них 393 громадяни країн Євросоюзу та 67 громадян України.

## Сусідні муніципалітети
- Больцано
- Бронцоло
- Нова-Поненте
- Вадена